# Rund um Düren
Il Rund um Düren (it.: Giro di Düren) era una corsa in linea maschile di ciclismo su strada, organizzata annualmente nella città di Düren, in Germania, dal 1950 al 2019.
Creata nel 1950, rimase riservata ai dilettanti fino al 1995. Dal 1996 al 2004 è stata prova internazionale di classe 1.5, e dal 2005 al 2010 ha fatto parte del calendario dell'UCI Europe Tour come prova di classe 1.2. Dal 2011 al 2019 è stata invece valida come prova del calendario nazionale tedesco.

## Albo d'oro
Aggiornato all'edizione 2019.
| Anno | Vincitore            | Secondo                 | Terzo               |
| ---- | -------------------- | ----------------------- | ------------------- |
| 1984 | Thomas Freienstein   | Rolf Gölz               | Hans Knauer         |
| 1985 | Thomas Freienstein   | Jorgfried Schleicher    | Werner Stauff       |
| 1986 | Remig Stumpf         | Roland Günther          | Andreas Kappes      |
| 1987 | Uwe Messerschmidt    | Andreas Klaus           | Werner Stauff       |
| 1988 | Werner Wüller        | Andreas Klaus           | Tim Pahnerich       |
| 1989 | Mieczysław Mazurek   | Edward Karczmarczyk     | Arjan Vinke         |
| 1990 | Patrick Rasch        | Robert van de Vin       | Erik Dekker         |
| 1991 | Johan Buurmeyer      | Raphael Hennes          | Erik Dekker         |
| 1992 | Eric van der Heide   | Johnny Bijkerk          | Eric Cent           |
| 1993 | Pëtr Koščolenko      | Igor' Dzjuba            | Andrij Jermelovyč   |
| 1994 | Rik Claeys           | Michiel Vincent         | Jürgen Rodenbeck    |
| 1995 | Lutz Lehmann         | Stephan Schruff         | Sascha Henrix       |
| 1996 | Eric De Clercq       | Jens Zemke              | Steffen Rein        |
| 1997 | Sven Teutenberg      | Andreas Kappes          | Heinrich Trumheller |
| 1998 | Torsten Schmidt      | Dennis Rasmussen        | Jörg Ludewig        |
| 1999 | Allan Johansen       | Michel Van Haecke       | Davy Delmé          |
| 2000 | Jürgen Werner        | Simone Zucchi           | Andreas Beikirch    |
| 2001 | Bjørnar Vestøl       | Danny Stam              | Lubor Tesař         |
| 2002 | Lubor Tesař          | Kurt-Asle Arvesen       | Bart Voskamp        |
| 2003 | Lars Teutenberg      | Björn Schroeder         | Igor Abakumov       |
| 2004 | David Kopp           | Stefan Cohnen           | Phil Thuaux         |
| 2005 | Robert Retschke      | Björn Papstein          | Holger Sievers      |
| 2006 | Elnathan Heizmann    | Wolfram Wiese           | Rene Schild         |
| 2007 | Marcel Beima         | Martin Hebik            | Konstantin Schubert |
| 2008 | Bram Schmitz         | Malaya van Ruitenbeek   | Wout Poels          |
| 2009 | Dennis Pohl          | Geert Omloop            | Michael Schweizer   |
| 2010 | Sven Krauß           | Michael Schweizer       | Steffen Radochla    |
| 2011 | Rikke Dijkxhoorn     | Emmanuel van Ruitenbeek | Björn Schröder      |
| 2012 | Michael Schweizer    | Maurits Lammertink      | Andreas Stauff      |
| 2013 | Geert van der Weijst | Alexandre Darville      | Tim Klessa          |
| 2014 | Dylan Groenewegen    | Remco te Brake          | Phil Bauhaus        |
| 2015 | Silvio Herklotz      | Nils Politt             | Heinrich Berger     |
| 2016 | Jan Brockhoff        | Philipp Zwingenberger   | Konrad Geßner       |
| 2017 | Leon Rohde           | Konrad Geßner           | Christopher Hatz    |
| 2018 | Jonas Rutsch         | Patrick Haller          | Philipp Walsleben   |
| 2019 | Robert Jägeler       | John Mandrysch          | Miká Heming         |